# Oxyopes inversus
Oxyopes inversus är en spindelart som beskrevs av Cândido Firmino de Mello-Leitão 1949. 
Oxyopes inversus ingår i släktet Oxyopes och familjen lospindlar. Inga underarter finns listade i Catalogue of Life.